# Flakpanzer IV Wirbelwind
Flakpanzer IV Wirbelwind (svenska: Luftvärnskanonvagn 4 Virvelvind), förkortat Flakpz IV Wirbelwind (ofta bara kallad Wirbelwind), var en tysk luftvärnskanonvagn från andra världskriget byggd på ett Panzer IV-skrov.
FLAK är en förkortning av Flug Abwehr Kanone vilket betyder luftvärnskanon och PANZER är den tyska termen för stridsvagn.

## Egenskaper
Huvudbeväpningen utgjordes av fyra 20 mm Flak 38 luftvärnsautomatkanoner i 2 cm Flakvierling 38-lavett monterade i ett pansrat hexagonalt kanontorn monterad på ett Panzer IV stridsvagnsskrov. Som sekundärbeväpning fanns skrovets ursprungliga stridsvagnskulspruta kvar.
Besättningen var fem man.

## Historia

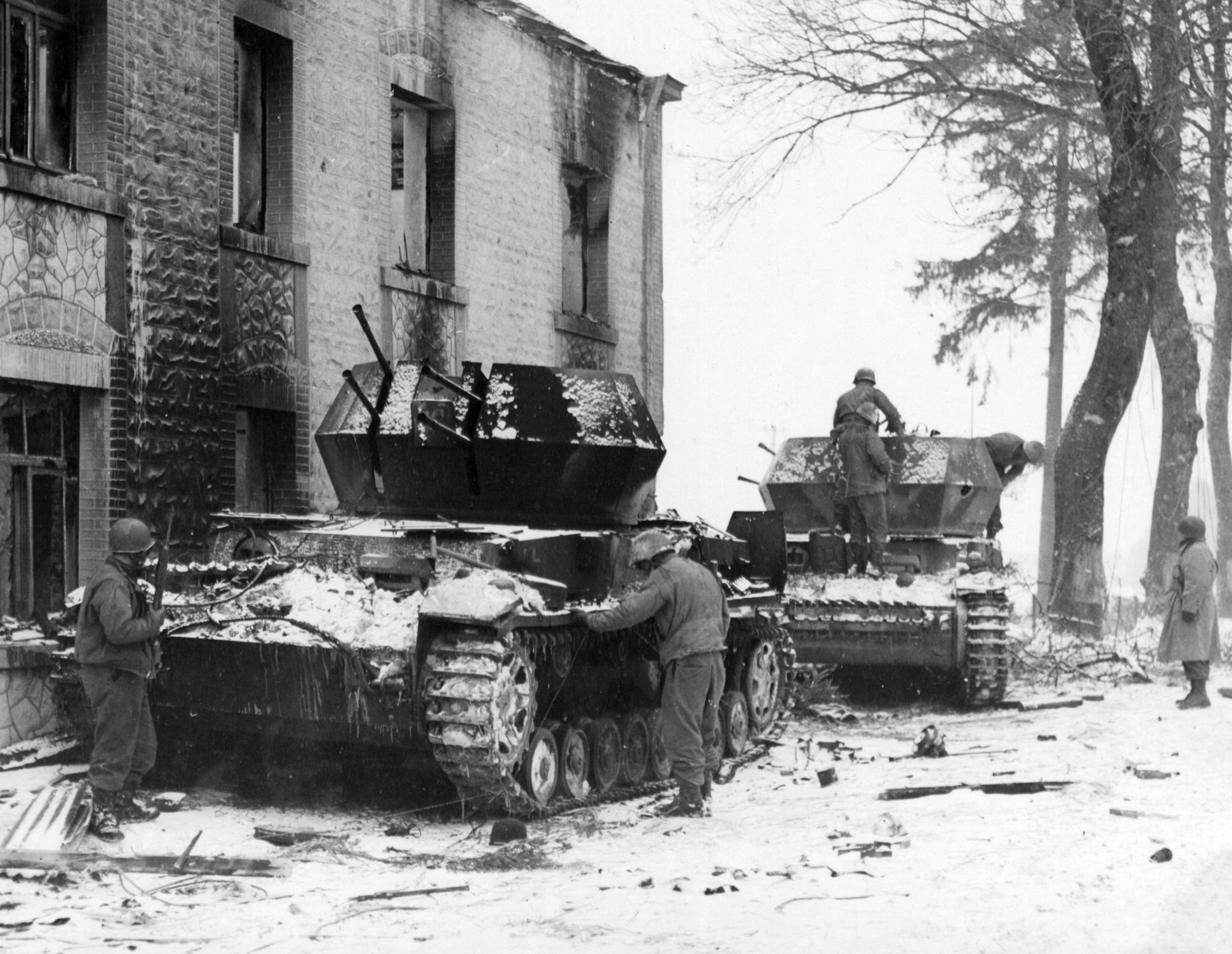
Två förstörda Wirbelwind-vagnar under slutet av kriget.

Flakpanzer IV Wirbelwind togs fram för att möta det alltmer ökande hotet från det allierade flyget som mycket allvarligt försvårade de tyska pansarförbandens operationer under senare hälften av andra världskriget. Att vagnen var byggd på ett stridsvagnsskrov innebar att den kunde följa med pansarförbandens snabba rörelser, vilket var själva grundtanken med vapensystemet.
Wirbelwind tillfördes de tyska pansardivisionernas pansarregementen under 1944–1945. De första vagnarna sattes in i Normandie sommaren 1944. Trots att Wirbelwind var en lyckad konstruktion producerades den i ett för litet antal för att ha någon egentlig inverkan på kriget. De fyra 20 mm kanonerna var, förutom mot flygplan, mycket effektiva även mot markmål.
Efter andra världskriget utvecklade Sovjetunionen luftvärnskanonvagnen ZSU-23-4 som har vissa likheter med Wirbelwind. Den svenska tidsenliga motsvarigheten var Luftvärnskanonvagn fm/43.

## Varianter
- Flakpanzer IV Wirbelwind: standard variant med 4 stycken 20 mm Flak 38 automatkanoner.
- Flakpanzer IV Zerstörer 45: uppdaterad variant med 4 stycken 30 mm MK 103 automatkanoner. En prototyp byggd.

## Bevarade exemplar
En Flakpanzer IV Wirbelwind finns bevarad i CFB Borden, Kanada.

### Bildgalleri

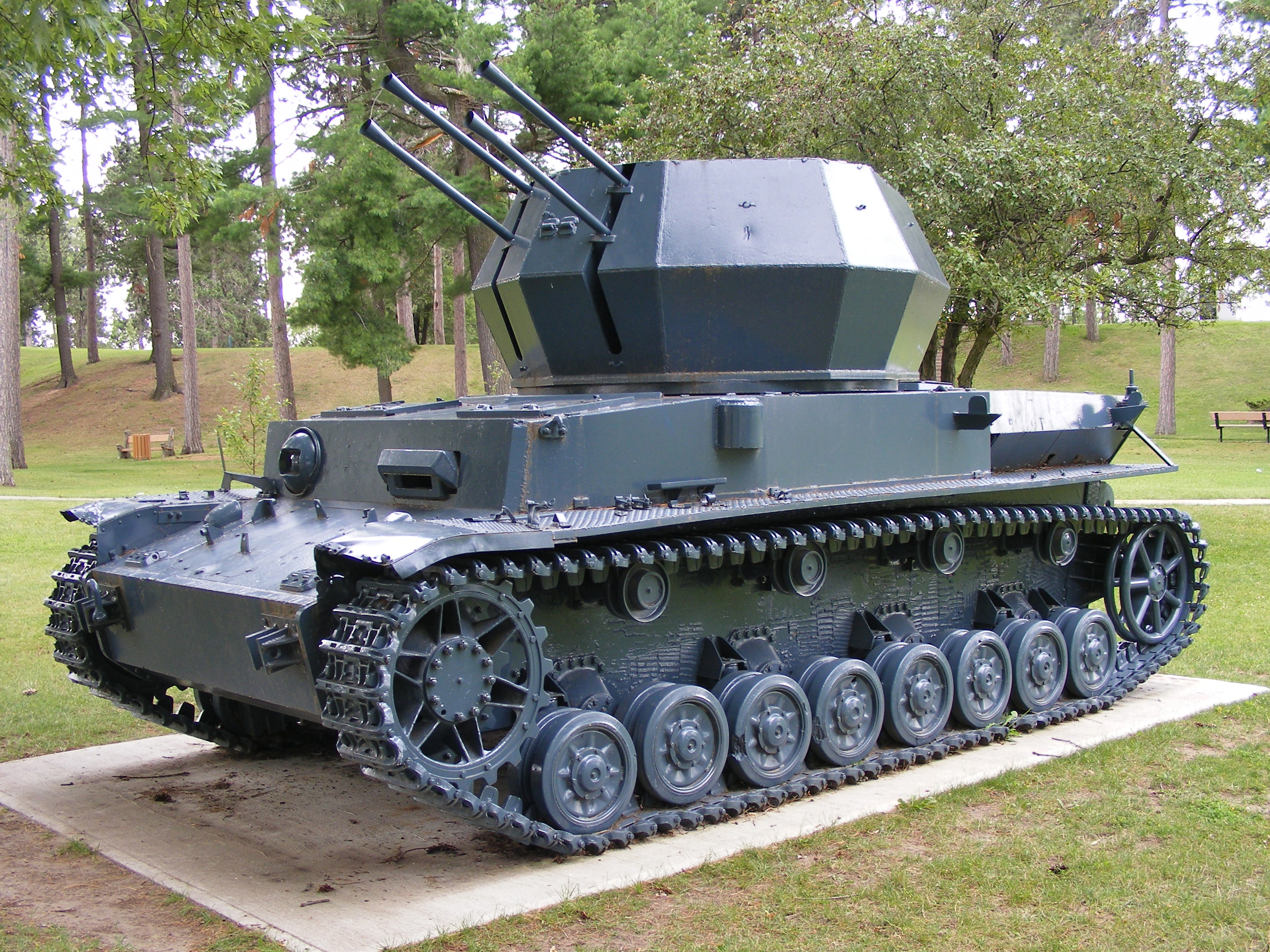
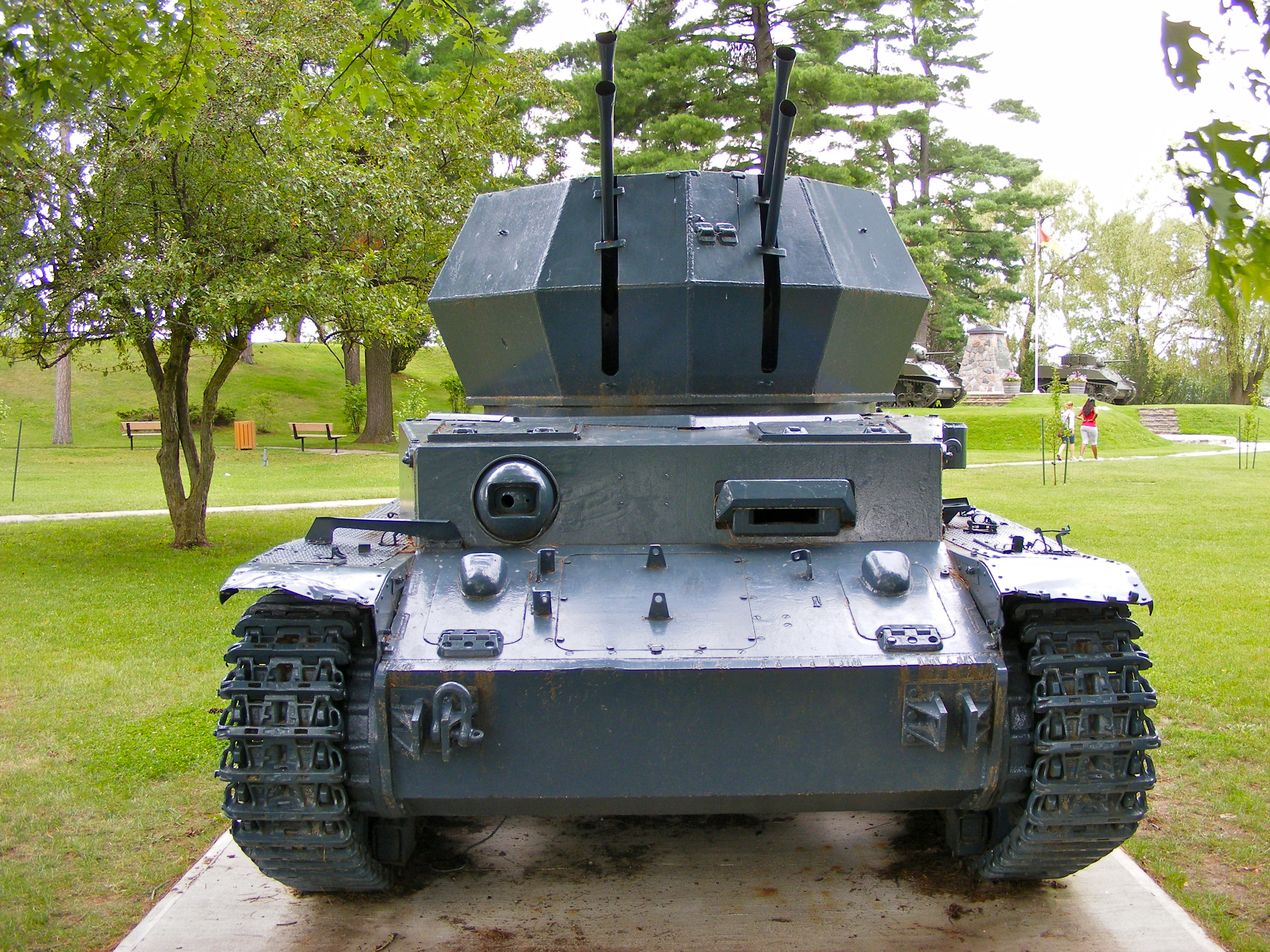
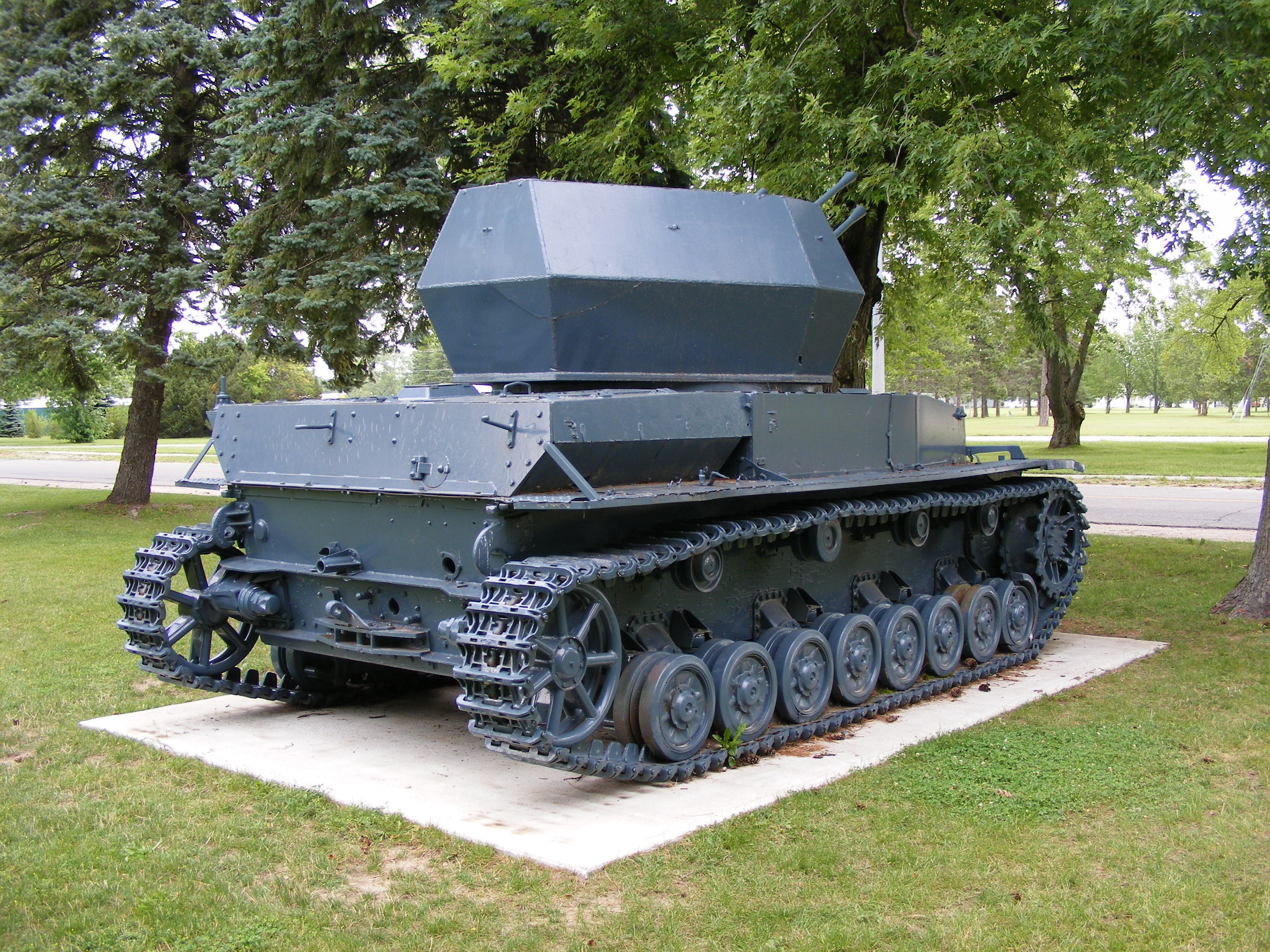